# ペディオコッカス属
ペディオコッカス属（Pediococcus）は、ラクトバシラス科に属するグラム陽性の乳酸菌の属である。ペディオコッカス属は通常、対または四分子で増殖する。コッカスと付くことからも判るようにペディオコッカス属は球菌であり、他の乳酸球菌属であるアエロコッカス属（Aerococcus）及びテトラジェノコッカス属（Tetragenococcus）と同様に、2つの対称面に沿って分裂する。それらは純粋にホモ乳酸発酵である。かつてペディオコッカス属に分類されていたPediococcus dextrinicusは、最近、ラクトバシラス属に再分類された。

## 食品加工
ペディオコッカス属は、ロイコノストック属（Leuconostoc）やラクトバシラス属のような他の乳酸菌と共に、キャベツの発酵を担い、それをザワークラウトとする。この発酵工程では、新鮮なキャベツの糖は乳酸に発酵される。これは、ザワークラウトに酸味と保存性を与える。ペディオコッカス属の細菌は通常、ビールやワインの汚染菌であると考えられているが、ランビックやベルリーナー・ヴァイセなどのビールではその存在が欠かせない。特定のペディオコッカス属株はジアセチルを産生し、これはバターまたはバタースコッチの香りをいくつかのワイン（シャルドネなど）や数種類のビールに与える。ペディオコッカス属の種は、サイレージ接種菌としてしばしば使用される。ペディオコッカス属はプロバイオティクスとして使用され、チーズやヨーグルトの製造に有益な微生物として一般に利用されている。